# Р'лієг

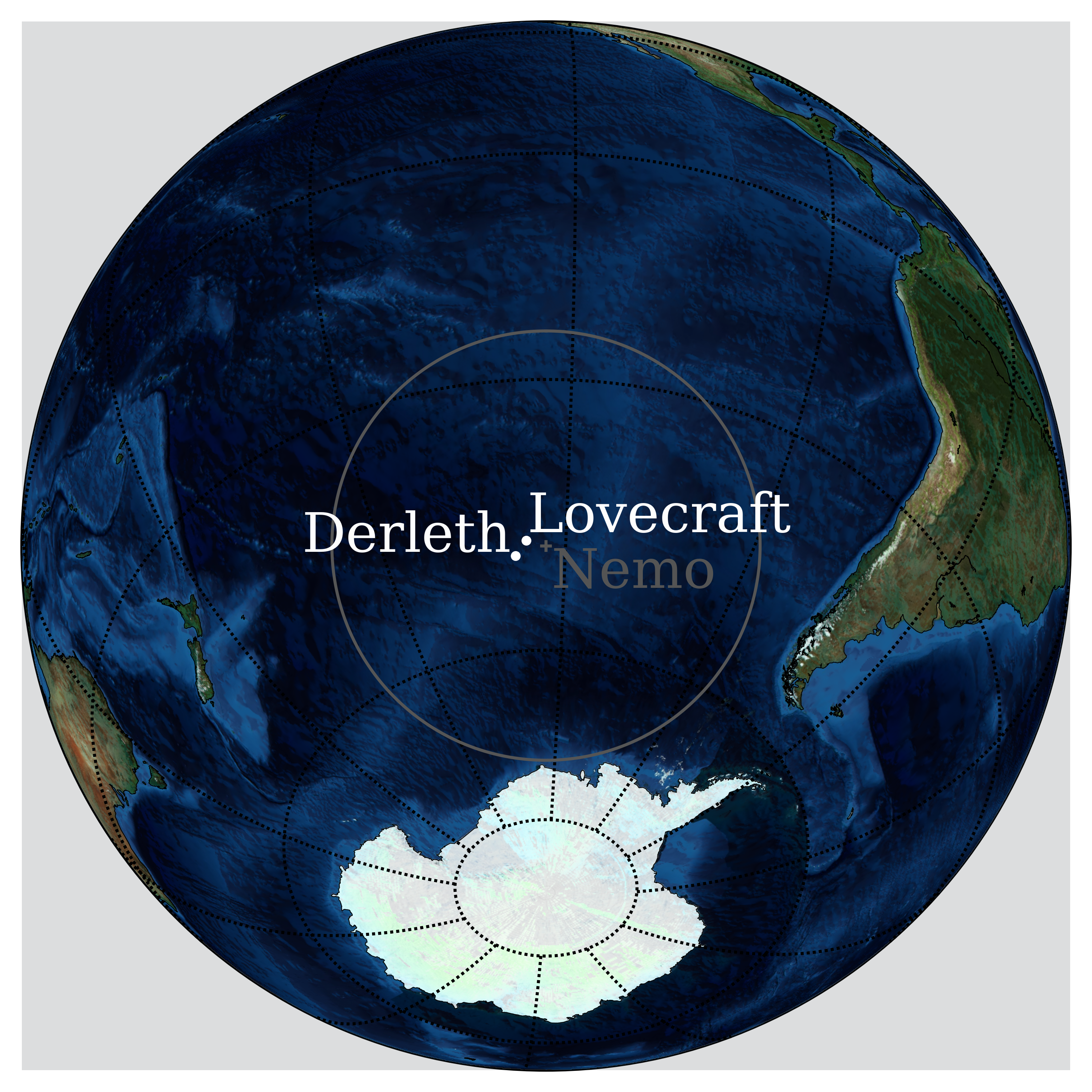
Розташування Р'лієгу згідно з Говардом Лавкрафтом і Огюстом Дерлетом

Р'лієг (англ. R'lyeh) – вигадане місто, вперше згадане Говардом Філліпсом Лавкрафтом в оповіданні «Поклик Ктулху». З тих пір Р’льєг став невід’ємною частиною міфології Лавкрафта і міфів Ктулху. Описується як нагромадження немислимих для людей споруд, серед яких спить чудовисько Ктулху.

## Опис
Р'лієг — місто, створене Древніми в незапам'ятні часи. В «наш час» воно затоплене і міститься на дні Світового океану. Архітектура Р'лієгу характеризується Лавкрафтом як «циклопічна» і «неевклідова». Тобто, Р'льех побудований в більшій кількості вимірів, ніж здатний сприймати людський розум, тому люди бачать його спотвореним. На стінах будинків Р'лієга висічені жахливі, як на людей, зображення і ієрогліфи.
У Р'лієсі похований під товщею води Ктулху. За легендами, коли зірки займуть потрібне положення, Р'лієг підніметься з дна і Ктулху прокинеться. Служителі культу Ктулху, що існують по всьому світу, чекають цього моменту, щоб за допомогою древніх ритуалів звільнити Ктулху.
Чутливі люди, особливо митці, іноді бачать Р'лієг уві сні. Перший опис міста дано зі слів скульптора Генрі Ентоні Вілкокса.
Р'лієг згадується в заклинанні з книги «Некрономікон», яке стало дуже поширеною у Лавкрафта ритуальною фразою «Пх'нглуі мглв'нафх Ктулху Р'лієг вгах'нагл фхтагн», приблизний переклад якої: «У своєму будинку в Р'льєсі мертвий Ктулху спить, чекаючи свого часу». Є й інша версія переказу: «Немає божества, гідного поклоніння, крім Ктулху, і Р'лієг — обитель сну його».

## Розташування
Лавкрафт помістив Р'лієг в 47 ° 9 'південної широти і 126 ° 43' західної довготи. Однак Август Дерлет, один з послідовників Лавкрафта і засновник поняття «Міфи Ктулху», стверджує, що він розташований на 49 ° 51 'південної широти і 128 ° 34' західної довготи. Обидві точки розташовані на півдні Тихого океану.

## Паралелі з реальністю
Влітку 1997 року підводні акустичні сенсори кілька разів зафіксували надзвичайно гучний ультранизькочастотний звук, який отримав назву Bloop. Дослідження показали, що джерело звуку розташоване приблизно за координатами 50 ° пд. ш. і 100 ° з. д. За загальним характером звук схожий на виданий твариною, яка повинна мати гігантські розміри, набагато більші блакитного кита. Такі тварини науці невідомі. З цього моменту звук більш не повторювався.

## Див також
- Точка Немо